# Toby Keith
Toby Keith Covel (8. července 1961, Clinton, Oklahoma, USA – 5. února 2024) byl americký zpěvák a skladatel country písní.

## Život
Narodil se ve městě Clinton v Oklahomě. Když byl ještě malý, přestěhovala se jeho rodina do města Moore, což je předměstská část hlavního města Oklahomy, Oklahoma City. Tobyho babička vlastnila bufet, v němž se poprvé začal zajímat o hudebníky, kteří tam chodili vystupovat. Svoji první kytaru dostal, když mu bylo osm let. Navštěvoval střední školu Moore High School, kde byl členem fotbalového týmu. Na této škole také odmaturoval a roku 1979 odešel pracovat jako plošinář na rozvíjejících se Oklahomských ropných vrtech. Postupně se vypracoval až na operačního manažera. Když mu bylo 20 let, založil hudební skupinu Easy Money, která hrávala v místních barech; v této době stále pracoval v ropném průmyslu.
V roce 1982 přišla krize ropného průmyslu v Oklahomě a on se ocitl na dlažbě. Začal opět trénovat a hrál za obranu poloprofesionálního týmu Oklahoma Drillers, zatímco stále vystupoval se svojí kapelou. (Tým Drillers byl tréninkovým týmem Outlaws. Snažil se do tohoto týmu dostat, ale nepodařilo se mu to.) Po dvou letech u Drillerů se rozhodl provozovat hudbu na plný úvazek. Jeho rodina a přátelé pochybovali, že uspěje, ale v roce 1984 začala skupina Easy Money pořádat Honky tonk okruh po Oklahomě a Texasu. Skupina vydala singl nazvaný „Modrý měsíc“ (Blue Moon), který se dostal do vysílání místních rozhlasových stanic v Oklahomě.
V roce 1984 se také oženil s Triciou. Je otcem tří dětí, Shelley (* 1981, adoptovaná), Krystal (* 1984) a Stelen (* 1997). Jako zanícený fanoušek Oklahomské univerzity často chodil na zápasy a tréninky týmu Oklahoma Sooners.